# Германия на зимних Олимпийских играх 1994
На Зимних Олимпийских играх 1994 года Германию представляло 112 человек (79 мужчин, 33 женщины), выступавших в 11 видах спорта. Они завоевали 9 золотых, 7 серебряных и 8 бронзовых медалей, что вывело германскую сборную на 3-е место в неофициальном командном зачёте.

## Медалисты
| Медаль  | Спортсмен                                                    | Вид спорта        | Дисциплина                             |
| ------- | ------------------------------------------------------------ | ----------------- | -------------------------------------- |
| Золото  | Катя Зайцингер                                               | Горнолыжный спорт | Женщины, скоростной спуск              |
| Золото  | Маркус Васмайер                                              | Горнолыжный спорт | Мужчины, гигантский слалом             |
| Золото  | Маркус Васмайер                                              | Горнолыжный спорт | Мужчины, супергигант                   |
| Золото  | Рикко Гросс Франк Лук Марк Кирхнер Свен Фишер                | Биатлон           | Мужчины, эстафета 4 x 7,5 км           |
| Золото  | Харальд Чудай Карстен Браннаш Олаф Хампель Александер Шелиг  | Бобслей           | Мужчины, четвёрки                      |
| Серебро | Мартина Эртль                                                | Горнолыжный спорт | Женщины, гигантский слалом             |
| Серебро | Рикко Гросс                                                  | Биатлон           | Мужчины, спринт                        |
| Серебро | Франк Лук                                                    | Биатлон           | Мужчины, индивидуальная гонка на 20 км |
| Серебро | Уши Дизль Антье Харвей Симона Грайнер-Петтер-Мемм Петра Беле | Биатлон           | Женщины, эстафета 4 x 7,5 км           |
| Бронза  | Свен Фишер                                                   | Биатлон           | Мужчины, индивидуальная гонка на 20 км |
| Бронза  | Уши Дизль                                                    | Биатлон           | Женщины, индивидуальная гонка на 15 км |
| Бронза  | Вольфганг Хоппе Ульф Хильшер Рене Ханнеман Карстен Эмбах     | Бобслей           | Мужчины, четвёрки                      |